# ولادیمیر باسوف
ولادیمیر باسوف (روسی: Владимир Павлович Басов؛ ۲۸ ژوئیهٔ ۱۹۲۳ – ۱۷ سپتامبر ۱۹۸۷) هنرپیشه، کارگردان فیلم، و فیلم‌نامه‌نویس اهل اتحاد جماهیر شوروی سوسیالیستی بود.
از فیلم‌هایی که کارگردان آن بوده میتوان به کولاک اشاره کرد.
وی همچنین برندهٔ جوایزی همچون جایزه دولتی برادران واسیلیف، جایزه هنرمند مردمی اتحاد جماهیر شوروی، و هنرمند مردمی جمهوری شوروی فدراتیو سوسیالیستی روسیه شده‌است.